# ريتشارد زير
ريتشارد نيل زار (بالإنجليزية: Richard Zare)‏ (ولد في 19 نوفبمر 1939، في كليفلاند، أوهايو) هو بروفيسور أمريكي يُعدُّ واحداً من أبرز علماء الكيمياء الفيزيائية وفيزياء الليزر في العالم. ومن أشهر إنجازاته اكتشافه تقنية الفلورية المستحثة بالليزر، التي أصبحت من أهم الطرق التحليلية ذات الدقِّة العالية لدراسة التفاعلات الكيميائية ودينامية التفاعل على المستوى الجزيئي.

## التعليم
حصل زير على شهادة البكالوريوس في الكيمياء والفيزياء سنة 1961، وعلى الدكتوراه ايضا في الكيمياء الفيزيائية والتحليلية من جامعة هارفرد. وقبل تخرّجه عمل مع وليام كليمبيرر [الإنجليزية]. انتقل زير إلى جامعة كاليفورنيا، بركلي لإكمال عمله في الدكتوراه مع دودلي هيرشباك، ثم عاد بعد سنتين حينما قبل هيرشباك منصبًا في هارفرد، وأكمل شهادة الدكتوراه مع هيرشباك في هارفرد سنة 1964.

## الجوائز والتكريمات، والعضويات
- 1976 - عضو في الأكاديمية الوطنية للعلوم
- 1976 - عضو في الأكاديمية الأمريكية للفنون والعلوم
- 1983 - قلادة العلوم الوطنية
- 1991 - جائزة الأكاديمية الوطنية للعلوم في العلوم الكيميائية.[23]
- 1991 - عضو في الجمعية الأمريكية للفلسفة
- 1993 - جائزة هارفي
- 1998 - جائزة الجمعية الكيميائية الأمريكية في الكيمياء التحليلية.[24]
- 1999 - عضو أجنبي في الجمعية الملكية
- 2000 - دكتوراه فخرية، منشأة العلوم والتكنولوجيا، جامعة أوبسالا، السويد.[25]
- 2004 - عضو أجنبي في الأكاديمية الملكية السويدية للعلوم
- 2005 - جائزة وولف في الكيمياء.[26]
- 2010 - قلادة بريستلي.[27]
- 2011 - جائزة الملك فيصل العالمية في العلوم.[28]